# Augustinus

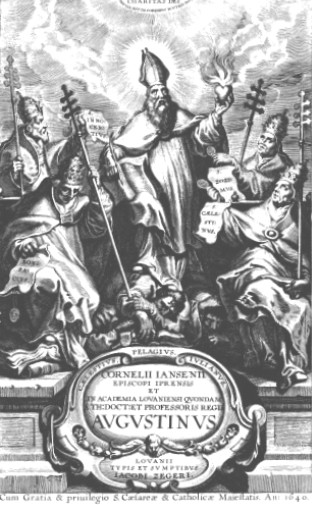
Strona tytułowa pierwszego wydania Augustinusa z 1640

Augustinus – główne dzieło Janseniusza, wydane w 1640, traktujące o łasce w ujęciu Augustyna, które zostało potępione przez Kościół.
W dniu śmierci (6 maja 1638) Janseniusz podpisał we wstępie swego dzieła Augustinus list do Stolicy Apostolskiej, z prośbą o aprobatę. Od tej chwili rozpoczęły się również działania jezuitów dążące do zapobieżenia wydaniu. Tak jednak się nie stało i w dwa lata po śmierci Janseniusza, tj. w 1640 Augustinus ujrzał światło dzienne w Louvain, w 1641 wydany został w Paryżu, a w 1643 – w Rzymie. Jezuici jednak nie ustawali w swoich zabiegach kierując się tym razem w stronę potępienia całego jansenizmu. Pierwszym sukcesem jezuitów była bulla Urbana VIII In eminenti, z 1642, która raczej w sposób ogólny ganiła Janseniusza niż go potępiała. Owa nagana dotyczyła złamania nakazu milczenia w sprawach dyskusji o łasce i predestynacji (De auxiliis – 1607).
Jezuici jednak nie dali za wygraną. Tym razem znaleźli poparcie na sorbońskim Wydziale Teologicznym. W lipcu 1649 Uniwersytet Paryski wybrał 5 zdań z dzieła Janseniusza, które przekazano do Rzymu. Specjalna komisja 4 kardynałów i 15 teologów badała te zdania w ciągu 36 posiedzeń. Janseniści podjęli się natychmiastowej obrony twierdząc, że:
- Zdań tych nie ma zawartych w żaden sposób w dziełach Janseniusza,
- Interpretacja tych zdań jest wieloznaczna i wielowątkowa.
- Przez potępienie Janseniusza dąży się do uzyskania potępienia dla nauki Augustyna.

Głównym obrońcą Augustinusa był Antoine Arnauld, uczeń myśli Janseniusza. Jego działanie przyniosło jednak skutek odwrotny do zamierzonego. Jego listy uznano za heretyckie i obelżywe dla papieża, co poskutkowało utratą pozycji doktora Sorbony. Wydarzenie to było też bezpośrednią przyczyną opublikowania Prowincjałek Pascala.
W czerwcu 1653 papież Innocenty X wydał konstytucję Cum occasione, która ostatecznie potępiła 5 zdań z Augustinusa, a 4 z nich uznawała za heretyckie.
Zdania z Augustinusa, które zostały potępione:
- Niektóre przykazania Boże są dla ludzi sprawiedliwych, chcących i usiłujących je zachować niemożliwe do spełnienia ze względu na siły, jakie mają obecnie; brak im również łaski, która by umożliwiła ich spełnienie.
- W stanie natury upadłej nigdy nie można się oprzeć łasce wewnętrznej.
- Do zdobycia zasługi albo kary w stanie natury upadłej nie potrzeba, aby człowiek był wolny od wewnętrznej konieczności, lecz wystarczy, aby był wolny od przymusu zewnętrznego.
- Semipelagianie uznawali konieczność wewnętrznej uprzedzającej łaski do poszczególnych uczynków, nawet do początku wiary, i w tym tylko byli heretykami, iż chcieli, aby takiej natury była ta łaska, by ludzka wola mogła się jej oprzeć lub być jej posłuszna.
- Jest to twierdzenie semipelagiańskie, że Chrystus umarł albo przelał krew za wszystkich ludzi[1].